# Modern Közép Párt
Modern Közép Párt (szlovénul: Stranka modernega centra, rövidítése: SMC) egy szlovéniai baloldali politikai párt volt, aminek vezetője Miro Cerar volt.

## Története
A párt 2014. június 2-án alakult meg eredetileg Miro Cerar Pártja (Stranka Mira Cerarja, SMC) néven. A megalakulás oka Alenka Bratušek addigi miniszterelnök lemondása volt. A párt a 2014. július 17-én tartott parlamenti választáson 36 mandátumot szerzett a Szlovén Parlamentben, amivel megnyerte a választást. Ezt követően Miro Cerar a párt elnöke lett Szlovénia miniszterelnöke.
2014. szeptember 18-án megalakult Miro Cerar kormánya, amiben koalícióra lépett a Szlovén Nyugdíjasok Demokratikus Pártjával (DeSUS) és a Szlovén Szociáldemokratákkal (SD).
2014. november 21-én a párt teljes jogú tagja lett Liberálisok és Demokraták Szövetsége Európáértnak, amiről az ALDE lisszaboni kongresszusán döntöttek.
2015. március 7-én a párt kongresszusán döntött a Modern Közép Párt név felvételéről.

## Választási eredmények
| Választások | Szavazatok száma | %     | Megszerzett helyek száma | Kormánypárt/Ellenzék?                                 | Pártelnök  |
| ----------- | ---------------- | ----- | ------------------------ | ----------------------------------------------------- | ---------- |
| 2014        | 298,342          | 34.61 | 36 / 90                  | Kormánypárt a DeSUS és SD pártokkal                   | Miro Cerar |
| 2018        | 86,868           | 9.75  | 10 / 90                  | Kormánypárt az LMŠ, az SD, a SAB és a DeSUS pártokkal | Miro Cerar |

## Fordítás
- Ez a szócikk részben vagy egészben  a   Modern Centre Party című angol Wikipédia-szócikk ezen változatának fordításán alapul.  Az eredeti cikk szerkesztőit annak laptörténete sorolja fel. Ez a jelzés csupán a megfogalmazás eredetét és a szerzői jogokat jelzi, nem szolgál a cikkben szereplő információk forrásmegjelöléseként.